# کاوازاکی شوزو
کاواساکی شُزُ (انگلیسی: Kawasaki Shōzō؛ ۲ دسامبر ۱۸۳۷ – ۲ دسامبر ۱۹۱۲) کارآفرین، بازرگان و مدیر ارشد اجرایی ژاپنی بود، که در سال ۱۸۹۶ شرکت صنایع سنگین کاواساکی را تأسیس نمود.